# گورستان بگ
گورستان بگ مربوط به سده‌های متاخر دوران‌های تاریخی پس از اسلام است و در شهرستان قصرقند، بخش قصرقند، دهستان ساربوگ، ۲۰۰ متری قسمت غربی روستای بگ، در حاشیه جاده بگ به توکل واقع شده و این اثر در تاریخ ۲۶ اسفند ۱۳۸۷ با شمارهٔ ثبت ۲۵۹۰۸ به‌عنوان یکی از آثار ملی ایران به ثبت رسیده است.